# Enna (wolne konsorcjum miejskie)
Enna (wł. Enna, ofic. Libero consorzio comunale di Enna) – wolne konsorcjum miejskie, jednostka podziału administracyjnego Sycylii (drugi szczebel podziału administracyjnego Włoch, odpowiednik prowincji w innych częściach kraju). Siedziba znajduje się w Ennie. Do 2015 roku jednostka stanowiła prowincję – z dniem 4 sierpnia 2015 prowincja Enna została zniesiona i zastąpiona przez wolne konsorcjum miejskie Enna.
Enna dzieli się na 20 gmin.